# لاجوس كو
لاجوس كو (بالمجرية: Kű Lajos)‏ (بالمجرية: Lajos Kű)، من مواليد 5 يوليو 1948 ، لاعب كرة قدم هنغاري سابق.
لعب مع منتخب هنغاريا لكرة القدم.

## روابط خارجية
- لاجوس كو على موقع قاعدة بيانات كرة القدم.إي يو (الإنجليزية)
- لاجوس كو على موقع ناشيونال فوتبول تيمز (الإنجليزية)
- لاجوس كو على موقع أوليمبيديا (الإنجليزية)